# Smlouva o nešíření jaderných zbraní
Smlouva o nešíření jaderných zbraní (anglicky: Treaty on the Non-Proliferation of Nuclear Weapons) je mezinárodní smlouva, která má omezit šíření jaderných zbraní. Byla podepsána 1. července 1968 a vstoupila v platnost v roce 1970. Do současné doby byla podepsána a ratifikována 189 zeměmi, z nichž pět – Spojené státy americké, Spojené království Velké Británie a Severního Irska, Francouzská republika, SSSR a Čínská lidová republika – vlastní jaderné zbraně. Myšlenkou této smlouvy je, že se státy, které vlastní jaderné zbraně, zaváží k jadernému odzbrojení, zatímco státy, které nevlastní jaderné zbraně, se vzdají práva je vyrábět nebo je jinak získávat. Na oplátku, že se státy, které nedisponují jadernými zbraněmi vzdají jejich výroby, jim byl přislíben rovnoprávný přístup k jaderným technologiím. Jedinými státy, které smlouvu nepodepsaly, jsou Indie, Izrael a Pákistán. Severní Korea smlouvu přijala, ale později vypověděla. Všechny tyto státy také jaderné zbraně vlastní: všichni kromě Izraele oznámily úspěšné provedení jaderného testu, Izrael dosud oficiálně držení jaderných zbraní nepřiznal, ale z různých nepřímých dokladů lze usuzovat, že jimi rovněž disponuje.